# Pagerungan Kecil
Pagerungan Kecil is een bestuurslaag in het regentschap Sumenep van de provincie Oost-Java, Indonesië. Pagerungan Kecil telt 5232 inwoners (volkstelling 2010).